# 地膜

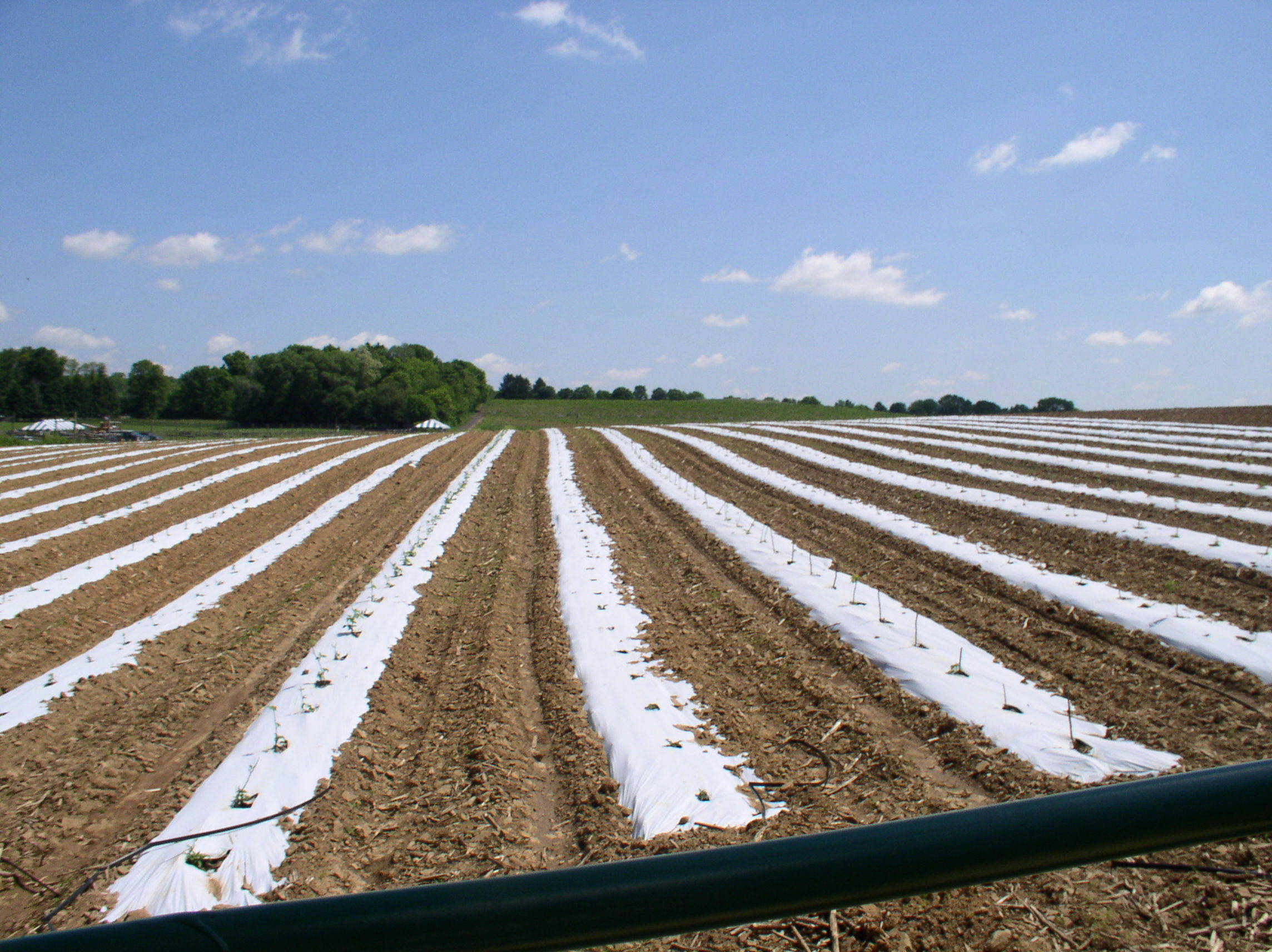

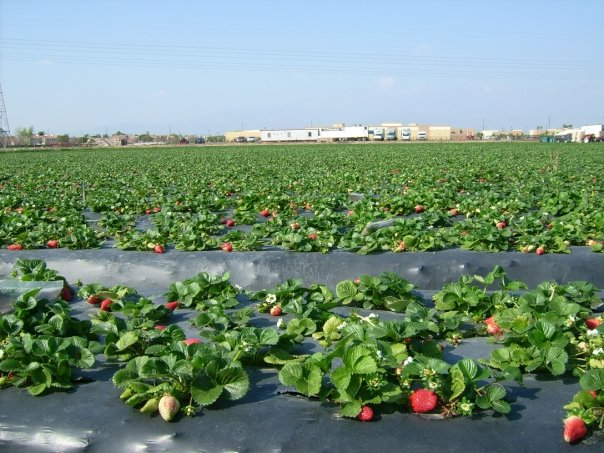

地膜是一種農業技術，使用石油化工产品聚氯乙烯或其他類似物質的薄膜覆蓋農田，多用於栽培瓜果、鳳梨、草莓，依據不同的作物使用不同的顏色及厚度，主要目的為提高農地表面溫度、保持土壤濕度。

## 原理
塑膠膜可阻隔光線，抑制雜草生長，可避免除草劑的使用，減少勞動力和材料成本。在塑膠膜覆蓋下，土壤可保持氣體、養分，含氧量也會較直接暴露於陽光的土壤為多，有利種子發芽和幼苗快速增長。塑膠膜的覆蓋可保持地表溫度及濕度，有覆蓋的土壤會較沒覆蓋的溫度多2至3度，有利於微生物的活動，促進土壤有機物和礦物質的分解，使養分增多，促進幼苗發育，有利於春天時提早播種，提高總產量。晴天時塑膠膜可保持土壤潮濕，雨天時可防止大雨侵蝕土壤或沖刷流失，增加土壤濕度，同時也可以避免肥料流失、降低土壤鹽分含量，避免土壤鹽漬化。

## 問題
使用完後的塑膠膜屬於消耗品，每年都需更換，因體積龐大，且更換時容易破碎又耗時，多數農民會將塑膠膜絞碎，與枯葉一同堆置，除了造成回收困難，也因塑膠難以腐化，影響土壤性質。私下燃燒使用過後無法重複使用的塑膠膜則衍生空氣汙染問題。

## 改良
為了解決塑膠膜的問題，也有業者利用釀酒後殘餘的麥粕，添加聚乳酸與微生物菌株，開發出可分解生質複合農地膜替代塑膠製的農地膜，可分解生質複合農地膜亦可抑制雜草生長、降低水分蒸散，但於4-6個月時會開始崩解，且可輕易分解成二氧化碳和水，然而現階段可分解的農地膜價格是傳統塑膠膜的4倍。